# Jan Nordström
Jan Nordström (Göteborg, 19 december 1944 – 6 april 2023) was een Zweeds voetballer die als doelman speelde.
Nordström begon bij Jönköpings Södra IF waar hij in 1969 debuteerde. Hij werd in september 1970 aangetrokken door IFK Göteborg en was in 1971 de eerste Zweedse doelman die naar een buitenlandse club ging. Hij speelde tussen 1971 en 1974 meer dan honderd wedstrijden voor FC Groningen. Daar was hij de opvolger van de bij een auto-ongeluk omgekomen Tonnie van Leeuwen. Nordström keerde in 1974 terug naar Göteborg bij IFK om zijn studie tot gymleraar af te ronden.
Hij was Zweeds jeugdinternational en bij het Zweeds voetbalelftal reserve achter Ronnie Hellström maar debuteerde nooit.
Na zijn spelersloopbaan werd Nordström brandweerman. Hij was gehuwd en kreeg een zoon en een dochter die huwde met voormalig Zweeds international Marcus Lantz.